# Honington
Honington is een plaats en civil parish in het bestuurlijke gebied St. Edmundsbury, in het Engelse graafschap Suffolk met 1.247 inwoners.